# Cravagliana

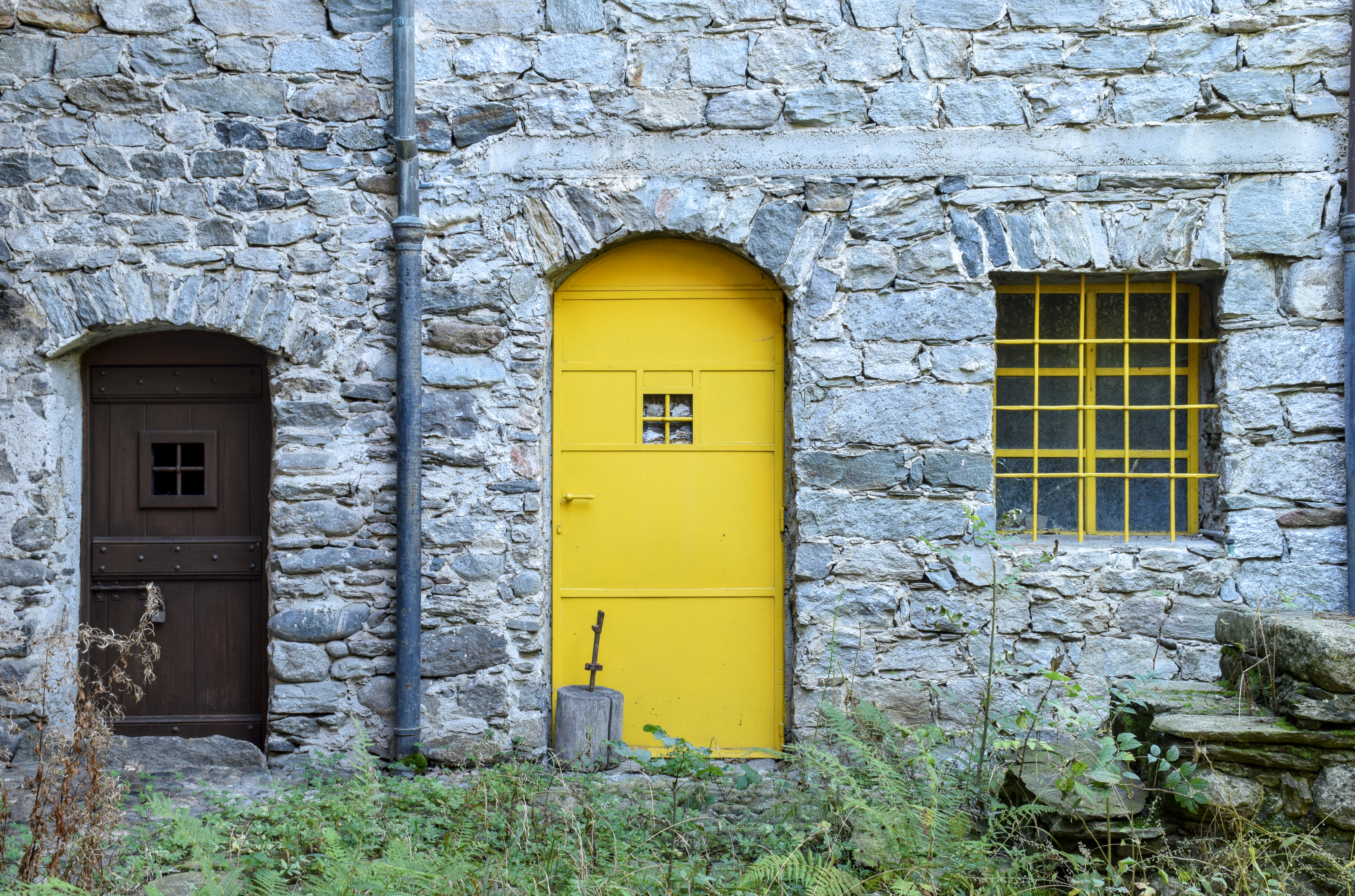
Centro storico

Cravagliana (Cravajan-a in piemontese) è un comune italiano di 243 abitanti della provincia di Vercelli in Piemonte. Si trova nella val Mastallone, una valle laterale della Valsesia.
Il paese ha dato i natali a Giovanni Battista Lorenzo Bogino e Giacomo Ginotti. Inoltre è il paese di origine del noto poeta ottocentesco Giuseppe Regaldi, noto anche per la forte amicizia con Giosuè Carducci e per la partecipazione all'inaugurazione del Canale di Suez.

## Geografia fisica

### Clima
Il clima di Cravagliana è tipico della fascia alpina-prealpina continentale, abbondantemente piovoso, con una media di precipitazioni annuali di circa 2000 mm., concentrati nei periodi primaverili e autunnali, a carattere prevalentemente nevoso d'inverno.
Le temperature non rilevano particolari anomalie, con minime assolute talvolta sotto i -10 °C d'inverno, e massime oltre i 30 °C d'estate.

## Storia

### Simboli
Lo stemma e il gonfalone del comune di Cravagliana sono stati concessi con decreto del presidente della Repubblica del 13 maggio 1957.
Il gonfalone è un drappo di azzurro.

## Società

### Evoluzione demografica
Abitanti censiti

## Amministrazione
La carica di primo cittadino è ricoperta da Luca Debernardi, eletto per la prima volta nell’ottobre 2021.

## Itinerari
Dalla Grassura, paesino poco distante dalla frazione di Nosuggio, parte la mulattiera che raggiunge la Meula (sentiero n° 574, m. 919, 45 min.), frazione quasi disabitata. Da qui si può proseguire per l'Alpe Camplasco (1360 m s.l.m., sentiero n°576, 1 h e 40 min.) che comunica dall'altro versante con una frazione del comune di Cervatto. Dall'Alpe Camplasco si può proseguire raggiungendo il Pizzo Tracciora (1917 m s.l.m., sentiero 576-400, 2 h 50 min.) passando per Villa Banfi (1606 m s.l.m., 1 h e 30 min.)
Un altro itinerario è quello che parte da Pianaronda (691 m s.l.m.) e raggiunge la Bocchetta di Vocca.